# Miguel Flaño
Miguel Flaño Bezunartea (Valle de Elorz, Navarra, 19 de agosto de 1984) es un exfutbolista y entrenador español. Su hermano gemelo Javier Flaño también fue futbolista profesional.

## Biografía
Se formó en la cantera de Osasuna, debutó en el primer equipo en Primera División en el año 2004. Su mayor logro fue clasificarse para la Champions League por primera vez en la historia de Osasuna y el subcampeonato de la Copa del Rey en su primer año en el primer equipo. Disputó varios partidos excepto una semifinal y la final en Madrid ante el Real Betis.

## Selección nacional
Internacional sub-23 con España en 2 ocasiones. Ha sido Campeón de Europa sub-16 con España en Inglaterra 2001. También ganó junto a su hermano gemelo Javier, la medalla de oro en los Juegos del Mediterráneo 2005.
Ha disputado dos encuentros internacionales amistosos con la selección de fútbol de Navarra.

## Clubes
| Club            | País   | Categoría | Año       | Partidos | Goles |
| --------------- | ------ | --------- | --------- | -------- | ----- |
| C. A. Osasuna B | España | 2.ªB      | 2002-2004 | 70       | 2     |
| C. A. Osasuna   | España | 1.ª y 2.ª | 2004-2019 | 338      | 13    |
| Córdoba C.F.    | España | 1.ª y 2.ª | 2019      | 7        | 0     |

Debut en 1.ª División: 18 de septiembre de 2004 C. A. Osasuna 3-2 Real Betis
| Temporadas 1.ª | Partidos 1.ª | Goles 1.ª | Partidos en Copa | Goles en Copa | Internacional |
| -------------- | ------------ | --------- | ---------------- | ------------- | ------------- |
| 11             | 236          | 10        | 22               | 1             | Ninguna       |

### Clubes como entrenador
| Club           | País   | Año  |
| -------------- | ------ | ---- |
| U. D. Logroñés | España | 2024 |

## Palmarés
| Título               | Club          | País       | Año  |
| -------------------- | ------------- | ---------- | ---- |
| Eurocopa Sub-16      | España Sub-16 | Inglaterra | 2001 |
| Juegos Mediterráneos | España Sub-23 | España     | 2005 |